# Huang Ju
Huang Ju (28 settembre 1938 – 2 giugno 2007) è stato un politico cinese, primo Vice Premier di rango della Repubblica Popolare Cinese.
Si unì al Partito Comunista Cinese nel marzo 1966. Fu uno dei meno conosciuti della maggior parte dei partigiani membri del Comitato permanente del Politburo del partito. Huang, considerato uno dei politici più misteriosi della Cina, è reputato dagli osservatori un "potente membro" della cricca di Shanghai. Essendo stato sia il sindaco di Shanghai tra il 1991 ed il 1994 e poi Segretario generale del Partito Comunista tra il 1994 ed il 2002, Huang godette di stretti rapporti con il suo patrono Jiang Zemin, leader del Partito Comunista allora.
La sua carriera in Shanghai e il presunto coinvolgimento della sua famiglia in casi di corruzione nella città hanno generato varie controversie. Era conosciuto per essere fortemente contrario al Segretario Generale e il Presidente Hu Jintao. È morto in carica il 2 giugno 2007.

## Primi anni di vita e carriera
Huang nacque a Shanghai ed era il secondo di cinque figli nella famiglia. Huang rimase per lungo tempo nella provincia di Zhejiang quando era giovane. Dal 1944 al 1950, ha studiato alla Zhejiang Jiashan Yishan Primary School (浙江嘉善益善小学) ed alla Qidong Primary School (启东小学). Successivamente ha frequentato la Jiashan No.2 Middle School (嘉善二中) e la Jiaxing No.1 Middle School (嘉兴一中) come scuola superiore dal 1950 al 1956. Dopo essersi diplomato ha frequentato Tsinghua University dal 1956 al 1963 dove si è laureato in Ingegneria Elettrica. Durante il 1966 entra nel Partito Comunista Cinese.
Huang fu assunto come tecnico, divisione Fonderia nella Fabbrica di Macchinari Shanghai Artificial-board (上海人造板机器厂) dal 1963 al 1967. Dal 1967 al 1977, Huang lavorò come tecnico nella Fabbrica Metallurgica Shanghai Zhonghua (上海中华冶金厂) dove era anche vice-capo del gruppo di produzione. Divenne il vicedirettore del Comitato Rivoluzionario durante la Rivoluzione Culturale dal 1977 al 1980.

## Politica a Shanghai
Dal 1983 al 1984, Huang era membro permanente del Comitato del Partito Municipale di Shanghai e segretario degli affari industriali, mentre dal 1984 al 1985 lavorò anche come Segretario Generale del Comitato del Partito di Shanghai.
Nel 1987, Huang fu nominato come candidato Sindaco di Shanghai, ma ricevette pochi voti a supporto della candidatura da parte del Congresso del Popolo. Zhu Rongji venne eletto sindaco. Quando Zhu ascese a Beijing e divenne il governatore della Banca Popolare Cinese, Huang lo sostituì, diventando il sindaco di Shanghai nel 1991 e successivamente dirigente del partito cittadino dal 1994 al 2002. Durante la quarta plenaria del quattordicesimo Comitato Centrale, che si svolse durante il Settembre 1994, entrò nel Politburo del Partito Comunista Cinese.